# Deilephila wesloeensis
Deilephila wesloeensis är en fjärilsart som beskrevs av August Wilhelm Knoch 1929. Deilephila wesloeensis ingår i släktet Deilephila och familjen svärmare. Inga underarter finns listade i Catalogue of Life.